# Окунев, Павел Андреевич
О́кунев Па́вел Андре́евич — российский рок-музыкант, вокалист, композитор и автор текстов. Основатель и вокалист группы «Арда», а также экс-вокалист группы «Эпидемия».

## Биография
Родился 12 сентября в Москве. Учился в гуманитарно-экономической гимназии № 1529 (бывшей английской спец-школе 29), закончил Московский Педагогический Государственный Университет по специальности «Лингвистика и межкультурная коммуникация».
Начал писать музыку и стихи в 12 лет. В 14 лет вместе с одноклассником выиграл районный конкурс управы ЦАО г. Москва, как лучший исполнитель произведений собственного сочинения, и получил возможность репетировать в музыкальной студии при Дворце Пионеров на Полянке.
В 15 лет стал вокалистом московской группы «the Window», с которыми записал демо, состоящее из 4 песен, и выступил на рок-фестивале в городе Одинцово.
В 1996 году в Р-Клубе в Москве познакомился с гитаристом и основателем группы Эпидемия Юрием Мелисовым, а в 1997 году официально стал вокалистом группы «Эпидемия», сменив Юрия за микрофонной стойкой.
Записав с «Эпидемией» два альбома — «Воля к жизни» (1998) и «На краю времени» (1999), отыграв большое количество концертов, в 2000 году покинул группу в связи с желанием самостоятельно заниматься творчеством. В рамках «Эпидемии» выступил автором двух композиций — «Иду на свет» и «Фродо», а также перевёл на русский язык песню «Снова быть с тобой». Снялся в клипе «Звон Монет».
В 2002 году основал группу «Арда».
Принимал участие в съёмках клипа группы Louna «Сделай громче!».

## Дискография
Участвовал во всех релизах группы «Арда»
Другие работы
- 1998 — Эпидемия: Воля к жизни (исполнил все песни)
- 1999 — Эпидемия: На краю времени (исполнил все песни)
- 1999 — Эпидемия: Звон монет (видеоклип, исполнил песню и принял участие в съёмках)
- 2006 — Эпидемия: Хроники сумерек: 10 лет пути (видеоконцерт, исполнил песню Воля к жизни)
- 2008 — проект Бони НЕМ: Тяжелые песни о главном. Часть 2 (песня Новорожденный огонь)
- 2010 — Arcana Imperia: Better Than Now (песня The Diary Of Fate)
- 2014 — Эпидемия: Сокровище Энии (песня Королевство слёз)
- 2017 — Manic Depression: 11 приступов депрессии (песня Судьба Атлантиды)
- 2018 — Manic Depression: Symphony of Depression (песня Судьба Атлантиды)
- 2019 — Эпидемия: Королевство слёз (концертное видео, исполнил песню в дуэте с Евгением Егоровым)